# Pogeez
Pogeez ist eine Gemeinde im Kreis Herzogtum Lauenburg in Schleswig-Holstein östlich von Hamburg. Klein Disnack liegt im Gemeindegebiet.

## Geographie
Pogeez liegt am Westufer des Ratzeburger Sees im Naturpark Lauenburgische Seen. Durch den Ort führt die Landesstraße 331 (Alte Salzstraße). Die Bundesstraße 207 umgeht den Ort in westlicher Richtung und führt direkt zur Bundesautobahn 20 und zur Hansestadt Lübeck.

## Geschichte
Pogeez ist slawischen Ursprungs. Das Dorf wurde 1228 von Albrecht, dem ersten Herzog von Lauenburg, dem Johanniterorden in Jerusalem geschenkt. Schon 1250 wurde Pogeez mit den Dörfern Klein Disnack, Groß Disnack und Wendisch-Pogeez (Holstendorf) für 700 lübsche Mark an das Kloster Reinfeld verkauft und war bis 1482 in dessen Besitz. Danach wurden die Dörfer wieder lauenburgisch.

## Eingemeindungen
Die ehemals selbstständigen Gemeinden Pogeez und Klein Disnack schlossen sich am 1. Februar 1974 freiwillig zusammen.

## Politik

### Gemeindevertretung
Bei der Kommunalwahl 2023 errang die Wählergemeinschaft Pogeez erneut alle neun Sitze in der Gemeindevertretung. Die Wahlbeteiligung betrug 60,2 Prozent.

### Wappen
Blasonierung: „Von Blau und Grün durch einen schmalen silbernen Schrägbalken geteilt. Oben ein silbernes Wagenrad, unten schrägbalkenweis drei sich bedeckende silberne Segelschiffe.“

## Sehenswürdigkeiten

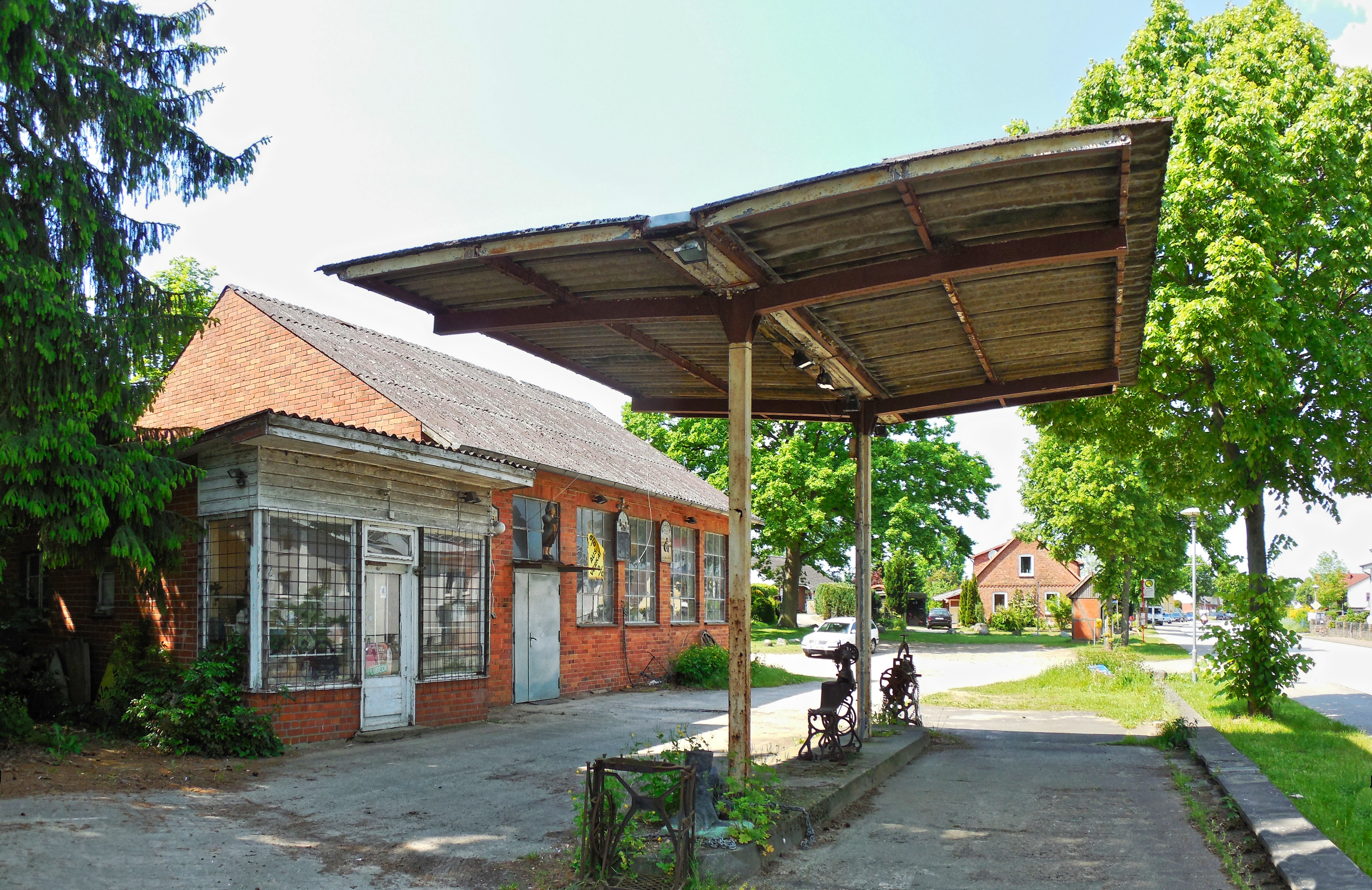
Alte Tankstelle in Pogeez

In der Liste der Kulturdenkmale in Pogeez stehen die in der Denkmalliste des Landes Schleswig-Holstein eingetragenen Kulturdenkmale.

## Besonderheiten
Erhebliche regionale – und auch überregionale – Bedeutung kommt der Badestätte Pogeez zu. Gegründet im Jahre 1953 und jahrzehntelang mit viel ehrenamtlichem Idealismus ausgebaut sowie geleitet von den Brüdern Helmut und Horst Kömme, beherbergt die Badestätte Pogeez einen wichtigen Stützpunkt der Deutschen Lebens-Rettungs-Gesellschaft (DLRG). Darüber hinaus gilt die Badestätte Pogeez wegen ihrer ausgeprägten kinder- und familienfreundlichen Ausrichtung als die vorbildlichste Einrichtung dieser Art weit über die Grenzen des Kreises Herzogtum Lauenburg hinaus.
Diese positiven Besonderheiten waren vornehmlich der Grund, dass der damalige deutsche Bundespräsident Karl Carstens auf seiner vielbeachteten Wanderung durch die Bundesrepublik Deutschland im Jahre 1979 am Ratzeburger See gerade in der Badestätte Pogeez Station machte – nicht zuletzt, um auch an dieser Stelle sowohl den hohen gesellschaftspolitischen Stellenwert ehrenamtlichen Engagements zu betonen und zu würdigen als auch auf die allgemeine Wichtigkeit gut geführter Naherholungseinrichtungen hinzuweisen.

## Verkehr und Infrastruktur
Der Bahnhof Pogeez liegt an der Bahnstrecke Lübeck–Lüneburg und wird inzwischen ausschließlich als Betriebsbahnhof genutzt.
Mit der Fertigstellung der Ortsumgehung im Zuge der Bundesstraße 207 im Dezember 2014 wurde der Wohnwert entlang der alten Salzstraße deutlich erhöht.

## Persönlichkeiten
Der CDU-Politiker Meinhard Füllner (* 1941) war von 1972 bis 1988 Bürgermeister der Gemeinde.